# Такаянаги, Кэндзиро
Кэндзиро Такаянаги (яп. 高柳 健次郎 Такаянаги Кэндзиро:, 20 января 1899, Хамамацу — 23 июля 1990, Йокосука) — японский конструктор, создатель первого в мире полностью электронного телеприёмника.
Увлёкся телевидением в 1925 году после прочтения во французском журнале статьи о новой технологии. Уже в 1926 году доктор Такаянаги впервые в мире при помощи электронно-лучевой трубки продемонстрировал изображение каны イ. После Второй мировой войны Такаянаги пришёл в компанию JVC, где занимал должность вице-президента. Награждён орденом Культуры (1981).
Умер от воспаления лёгких.